# 현을 위한 세레나데 (차이콥스키)
《현을 위한 세레나데 다장조 작품번호 48》는 표트르 일리치 차이콥스키가 1880년에 작곡한 후기 낭만파 양식의 세레나데이다.
다음과 같은 네 악장으로 구성되어 있다.
1. Pezzo i forma di sonatina: Andante non troppo - Allegro moderato
2. Valse: Moderato - Tempo di valse
3. Elegie: Larghetto elegiaco
4. Finale (Tema russo): Andante - Allegro con spirito